# لطیف‌بالان
لطیف‌بالان (نام علمی: Euphaeidae) نام یک تیره از زیرراسته سنجاقک است.